# 共立薬科大学の人物一覧
共立薬科大学の人物一覧（きょうりつやっかだいがくのじんぶついちらん）は共立薬科大学に関係する人物の一覧記事。

## 教職員
- 橋本嘉幸 - 学校法人共立薬科大学前理事長
- 増野匡彦 - 元教授、現慶應義塾大学薬学部学部長、東大博士
- 金澤秀子 - 元教授、現慶應義塾大学薬学部教授
- 笠原忠 - 元教授、現慶應義塾大学薬学部教授
- 井上赳 - 元教授、元官僚

## 出身者
- 金澤秀子 - 薬学者、化学者、慶應義塾大学薬学部教授
- 岡田晴恵 - 感染症学コメンテーター、白鷗大学教育学部教授　※大学院
- 武内直子 - 漫画家（美少女戦士セーラームーン作者）、薬剤師
- 星野めみ - 漫画家、薬剤師
- 山下友美 - 漫画家、薬剤師
- 阿部絢子 - 生活研究家、消費生活アドバイザー、薬剤師
- 石井典子 - 薬剤師
- 永田洋子 - 連合赤軍幹部